# Aegomorphus galapagoensis
Aegomorphus galapagoensis es una especie de escarabajo longicornio del género Aegomorphus,  subfamilia Lamiinae. Fue descrita científicamente por Linell en 1899.
Se distribuye por América del Sur, en islas Galápagos. Mide 9-17 milímetros de longitud.